# 夕張鉄道11形蒸気機関車

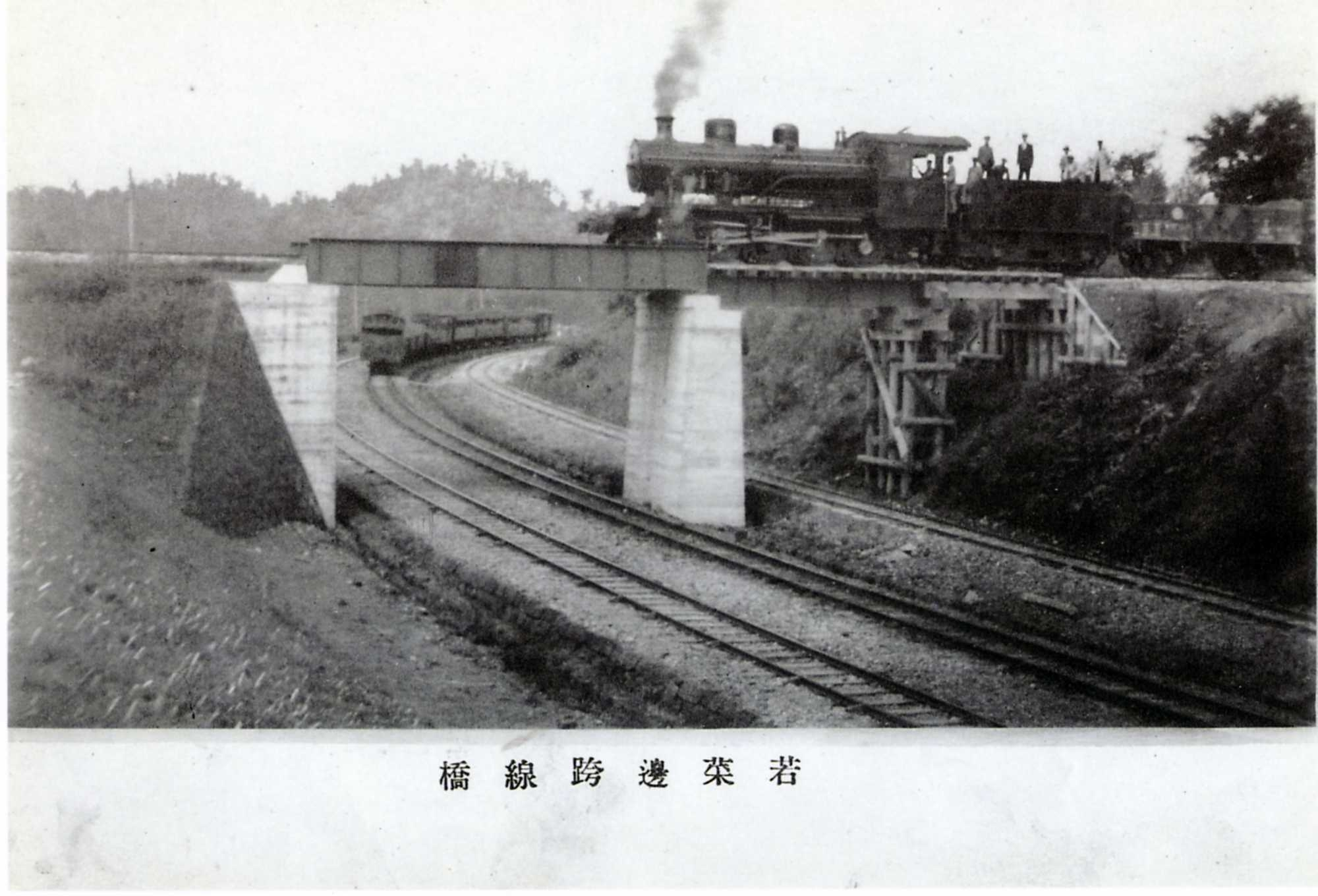
開業当時の若菜辺跨線橋を行く11形

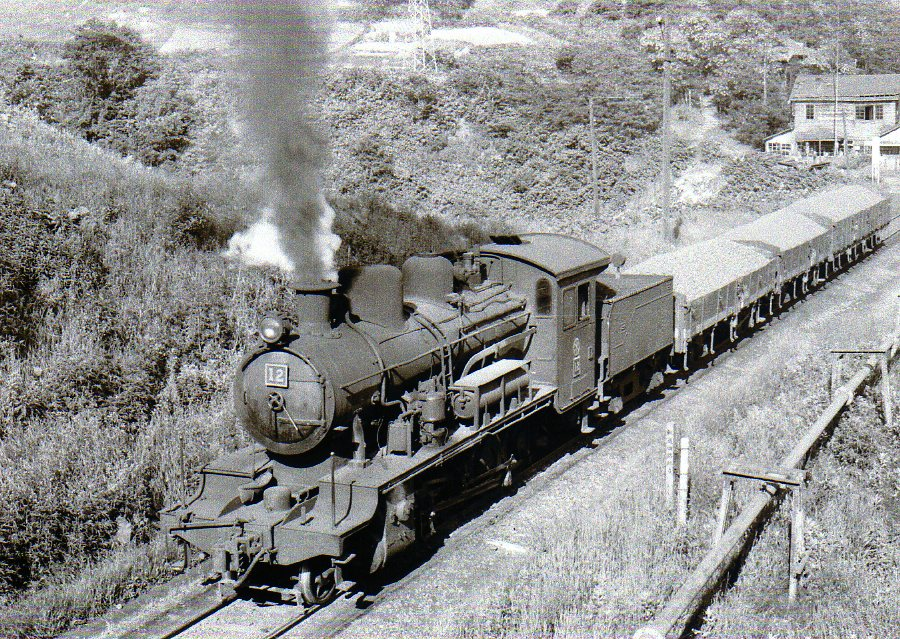
若菜の化成工業所専用線で運用される12号機

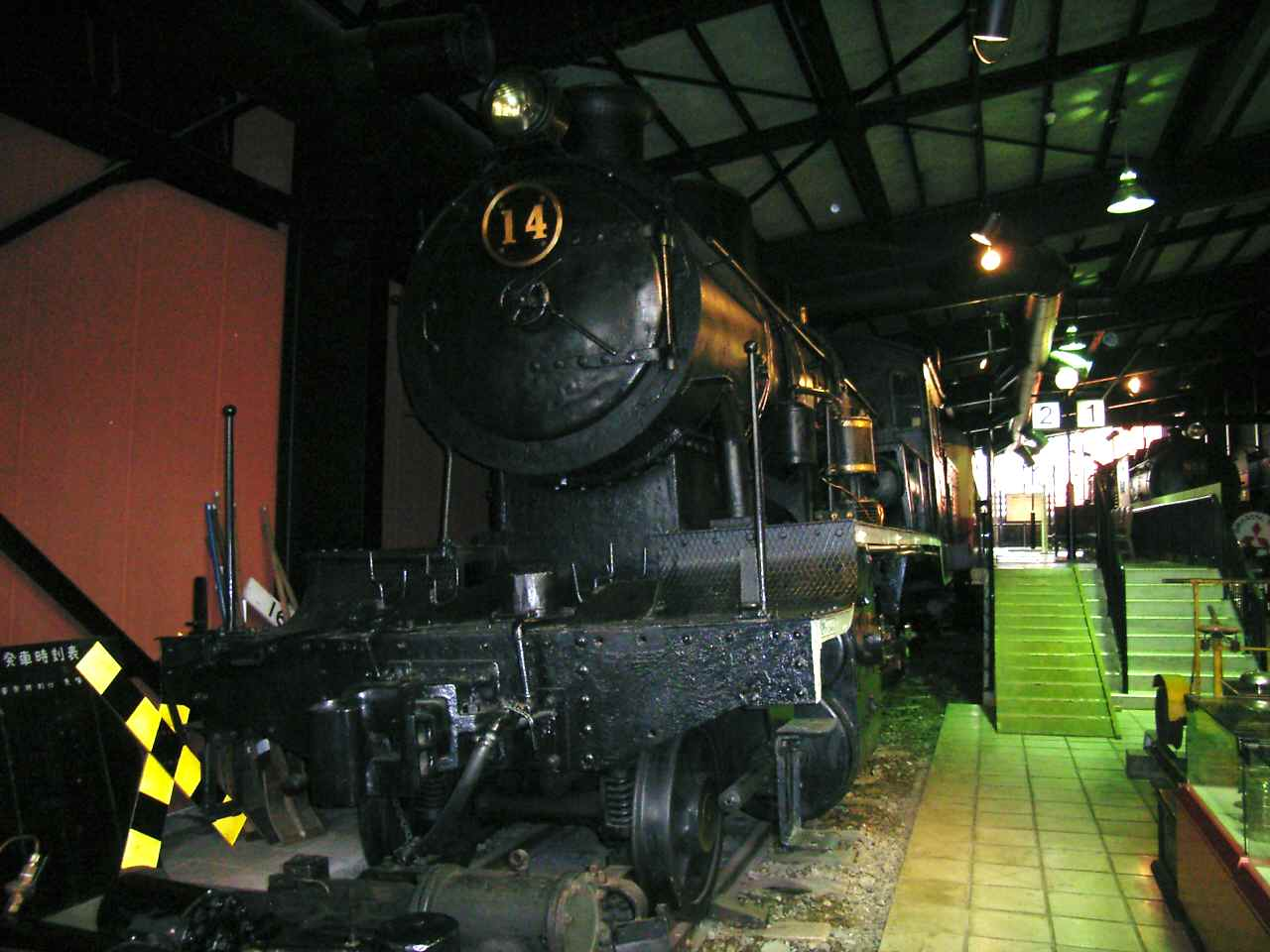
石炭の歴史村SL館に保存されている14号機

夕張鉄道11形蒸気機関車（ゆうばりてつどう11がたじょうききかんしゃ）は、夕張鉄道の開業に際して製造された蒸気機関車である。

## 概要
夕張鉄道から日立製作所に発注された仕様は「車輪配列2-8-0・整備重量50t・シリンダ460×560mm・全伝熱面積125m2・火格子面積1.77m2」とされ、一般的に9200形の走行部分と8620形のボイラーを組み合わせた機関車と呼ばれており、当時炭鉱地帯で使用されていた9200形をベースに、夕張鉄道の輸送量や線路の勾配を考慮して近代化したものである。

## 構造
一般的には「9200形の走行部分と8620形のボイラーを組み合わせたもの」「9600形の足回りに8620形のボイラーを組合わせたもの」「足回りは9600形の10%縮小、ボイラーは8620形の10%増」などといわれており、勾配線区を持つ運炭鉄道として9600形の縮小版もしくは9200形の近代化をイメージして設計されたものである。なお各形式の仕様の比較は以下のとおり。
|                     | 11形    | 9200形  | 9600形  | 8620形  |
| ------------------- | ------- | ------- | ------- | ------- |
| 機関車運転整備重量  | 51.40   | 48.15   | 59.82   | 48.83   |
| 軸配置              | 1D      | 1D      | 1D      | 1C      |
| 動輪直径            | 1118    | 1092    | 1250    | 1600    |
| シリンダ径×行程(mm) | 457×559 | 457×559 | 508×610 | 470×610 |
| 火格子面積(m2)      | 1.77    | 1.925   | 2.32    | 1.63    |
| 全伝熱面積(m2)      | 125.79  | 128.34  | 153.6   | 110.9   |
| 過熱面積(m2)        | 28.15   | 0       | 35.2    | 28.8    |
| 全長(mm)            | 15438   | 17330   | 16563   | 16765   |

### 基本構造
設計は9600形をベースとしており、板台枠式台枠の形状、動輪上に火室を置き幅を広く奥行きを短くする広火室式の採用、キャブ形状（乙字形）、テンダー（初期の9600形の2軸のものとほぼ同一）などのほか、9600形の特徴である左右動輪のクランクピンの位相が、通常の右先行型に対し、逆の左先行型となっていることまで9600形を踏襲している。また、設計は動輪直径などを含めてフィート・インチでなされている。ボイラーは過熱式、ブレーキは製造当初から空気式、ナンバープレートはキャブ・テンダーおよび12号機の正面が角型、11、13、14号機の正面が丸型であるが、製造時は正面はいずれも小形の丸型であった。

### 特殊装備
後から追加された特殊装備として「簡易排雪装置」および「連結器解錠装置」が、試験的に装備されたものとして「重油燃焼装置と消煙装置」があった。
- 簡易排雪装置は機関車先頭部に設けたスノープラウに空気シリンダによる上下機構を設け、下降位置ではレール間のレール頭部の面よりも下の部分の除雪を行うことができるようにしたもので、分岐器通過時などは運転室からの操作で上昇させて線路を損傷させないようにしていた。11形では13、14号機が装備していたほか、1、21、25、26号機が装備をしていた[4]。
- 連結器解錠装置は平和駅からの勾配区間で上り貨物列車の後補機をしていた機関車を勾配区間を過ぎた後に走行中に途中開放[5]するためのものである。この装置は運転室の機関助手席での操作によりロッドや作用腕を動かして先頭部の連結器の錠を解除するものであり、全機が装備して補機仕業に使用されていたが、後に補機も推進力向上のために21形となったため、最後まで残った12号機は装置を撤去していた。
- 11号機のみ1954年に重油燃焼装置と消煙装置の試験を行った。重油槽は容量1.0m3のものを蒸気ダメと砂箱の間に設置し、火室に空気ノズル式重油燃焼装置と空気ノズル式空気送入装置を装備したが、練炭の使用のほうがむしろ成績がよかったため本採用にはならず、11号機の装置も後に撤去された。

### 主要諸元
- 全長 15438mm
- 全高 3887mm
- 全幅 2600mm
- 軸配置 1D（コンソリデーション）
- 動輪直径 1118mm
- シリンダー（直径×行程） 457mm×559mm
- ボイラー圧力 12.6kg/cm2
- 火格子面積 1.77m2
- 全伝熱面積 125.79m2
  - 過熱伝熱面積 28.15m2
  - 全蒸発伝熱面積 97.64m2
    - 煙管蒸発伝熱面積 88.72m2
    - 火室蒸発伝熱面積 8.92m2
- 大煙管（直径×長サ×数） 127mm×4000mm×18
- 小煙管（直径×長サ×数） 44.5mm×4000mm×106
- 機関車運転重量 50.60t
- 動輪上重量 43.79t
- 動輪軸重（最大） 11.40t
- 炭水車重量 22.73t

## 製造
11 - 13が開業に際して1926年に入線（10月9日竣工）し、14は野幌延長に合わせて1927年に増備された（4月26日竣工）。
製造年次ごとの番号と両数は次のとおりである。
- 1926年 : 11 - 13（3両）
- 1927年 : 14（1両）

製造所別の番号と両数は次のとおりである。
- 日立製作所笠戸工場（4両）
11 - 14（製造番号203 - 205、238）

## 運用
本線の混合・貨物列車の牽引に運用されたが、21形の増備に伴い入換・小運転に転じた。

## 保存機
- 12号機が1975年（昭和50年）3月31日に廃車後、江別市の個人が保存していた。2011年（平成23年）から日本鉄道保存協会に移管されているが、非公開となっている。
- 14号機が1972年（昭和47年）5月に夕張市に寄贈され、夕張本町駅跡に開設された夕張市郷土資料館にナハニフ151とともに保存され、1980年（昭和55年）9月には石炭の歴史村・SL館に移設されて保存・公開されていたが、管理者の不在に伴い2006年（平成18年）10月ごろに休館となった。その後、夕張市の財政再建団体申請などもあって加森観光が運営を受託し、同社の関連会社である夕張リゾートの運営で2007年（平成19年）4月27日に営業再開しており、SL館は期日限定で特別開館する形になっている。さらに2018年（平成30年）4月28日には、岩見沢市のNPO法人「炭鉱の記憶推進事業団」が運営を引き継いだ。